# Jenny Bae
Jenny Bae (kor. 배영란; * 1980) ist eine südkoreanische Crossover-Violinistin, die sowohl klassische Konzerte als auch Popmusik spielt.

## Leben und Karriere
Jenny Bae wuchs in Seoul auf und lebte später in New York City, wo sie an der Juilliard School, einem der renommiertesten Konservatorien der Vereinigten Staaten, bei Dorothy DeLay ausgebildet wurde.
Ihre internationalen Auftritte begannen mit dem Jahr 2000, als sie in Seoul gemeinsam mit Luciano Pavarotti vor 90.000 Zuschauern spielte. Im Jahr 2001 gastierte Jenny Bae auf dem Rheingau Musik Festival. Sie spielte in den folgenden Jahren unter anderem mit Eric Clapton, Ronan Keating und Paul Young. Besonderen Erfolg erreichte sie am 6. Mai 2004 durch ihren Auftritt gemeinsam mit Zucchero in der Royal Albert Hall. Kurz nach der Amtseinführung des UN-Generalsekretärs Ban Ki-moon sprach Jenny Bae im Jahr 2007 vor den Vereinten Nationen.

## Diskografie
Alben
- Zu & Co live at the Royal Albert Hall (Zucchero – 2004)
- Live at the Royal Albert Hall London: 6th May 2004 (Zucchero – 2004) (DVD)
- Niemals war es besser – Arenatour 2015 (Peter Maffay – 2015) (DVD)